# Theilera guthriei
Theilera guthriei là loài thực vật có hoa trong họ Hoa chuông. Loài này được (L.Bolus) E.Phillips miêu tả khoa học đầu tiên năm 1926.